# Фогтаройт
Фогтаройт (нім. Vogtareuth) — громада в Німеччині, розташована в землі Баварія. Підпорядковується адміністративному округу Верхня Баварія. Входить до складу району Розенгайм.
Площа — 34,23 км2. Населення становить 3105 ос. (станом на 31 грудня 2020).